# Das rollende Hotel
Das rollende Hotel è un film muto del 1918 sceneggiato e diretto da Harry Piel. Fa parte della serie dedicata all'investigatore Joe Deebs prodotta da Joe May.

## Produzione
Il film fu prodotto dalla May-Film di Berlino.

## Distribuzione
Distribuito dalla Universum Film (UFA), il film - conosciuto anche come Joe Deebs-Detektivserie #1: Das rollende Hotel - fu presentato a Berlino il 27 settembre 1918.